# Alfred Dunlop

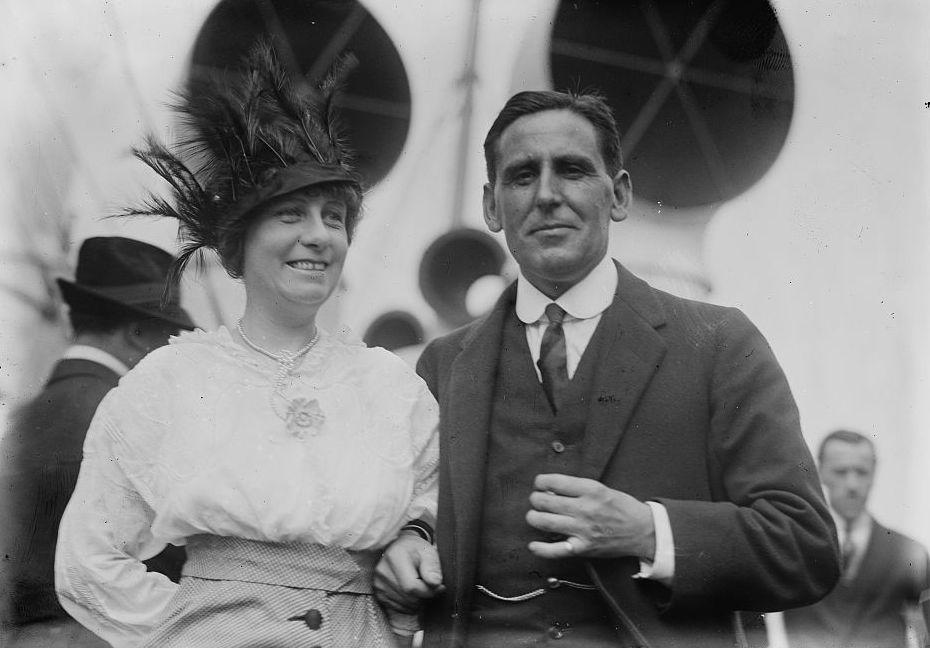
Dunlop, mit seiner Frau, zwischen 1910 und 1915

Alfred Wallace „Alf“ Dunlop (* 12. Januar 1875 in Christchurch, Neuseeland; † 7. April 1933 in Melbourne) war ein australischer Tennisspieler.

## Leben
Dunlop nahm ab 1897 an Tennisturnieren in Australien teil. 1905 trat er zum ersten Mal bei den Wimbledon Championships an, verlor jedoch bereits sein Auftaktmatch gegen Anthony Wilding. Im selben Jahr siegte er bei den Meisterschaften von Northumberland. Bei der ersten Austragung der australischen Meisterschaften im November 1905 erreichte er das Halbfinale. Drei Jahre später unterlag er im Finale der australischen Meisterschaften Fred Alexander in fünf Sätzen. Im Doppel errang er an der Seite von Alexander in diesem Jahr den Titel und damit den größten Erfolg seiner Karriere. In den Jahren 1905 und 1912 kam er im Davis Cup gegen Großbritannien und die USA zum Einsatz. Bis 1914 spielte er noch regelmäßig auf Turnieren in Australien und Europa. Zuletzt trat er 1919 im Doppel bei den australischen Meisterschaften an, schied jedoch bereits in der ersten Runde aus.
Er starb im Alter von 58 Jahren 1933 in Kew in Melbourne.

## Doppeltitel
| Nr. | Jahr | Turnier                                       | Partner        | Finalgegner                     | Ergebnis      |
| --- | ---- | --------------------------------------------- | -------------- | ------------------------------- | ------------- |
| 1.  | 1908 | Meisterschaften von Australien und Neuseeland | Fred Alexander | Granville Sharp Anthony Wilding | 6:3, 6:2, 6:1 |